# Spalax golani
Spalax golani é uma espécie de roedor da família Spalacidae. Endêmica do noroeste de Israel, é encontrada apenas nos montes Hermon, Quneitra e El-Al nas Colinas de Golã.